# Giovanni Giocondo
Fra Giovanni Giocondo (Verona, c. 1433 – 1515) va ser un arquitecte, arqueòleg i estudiós de l'antiguitat clàssica italià.

## Biografia

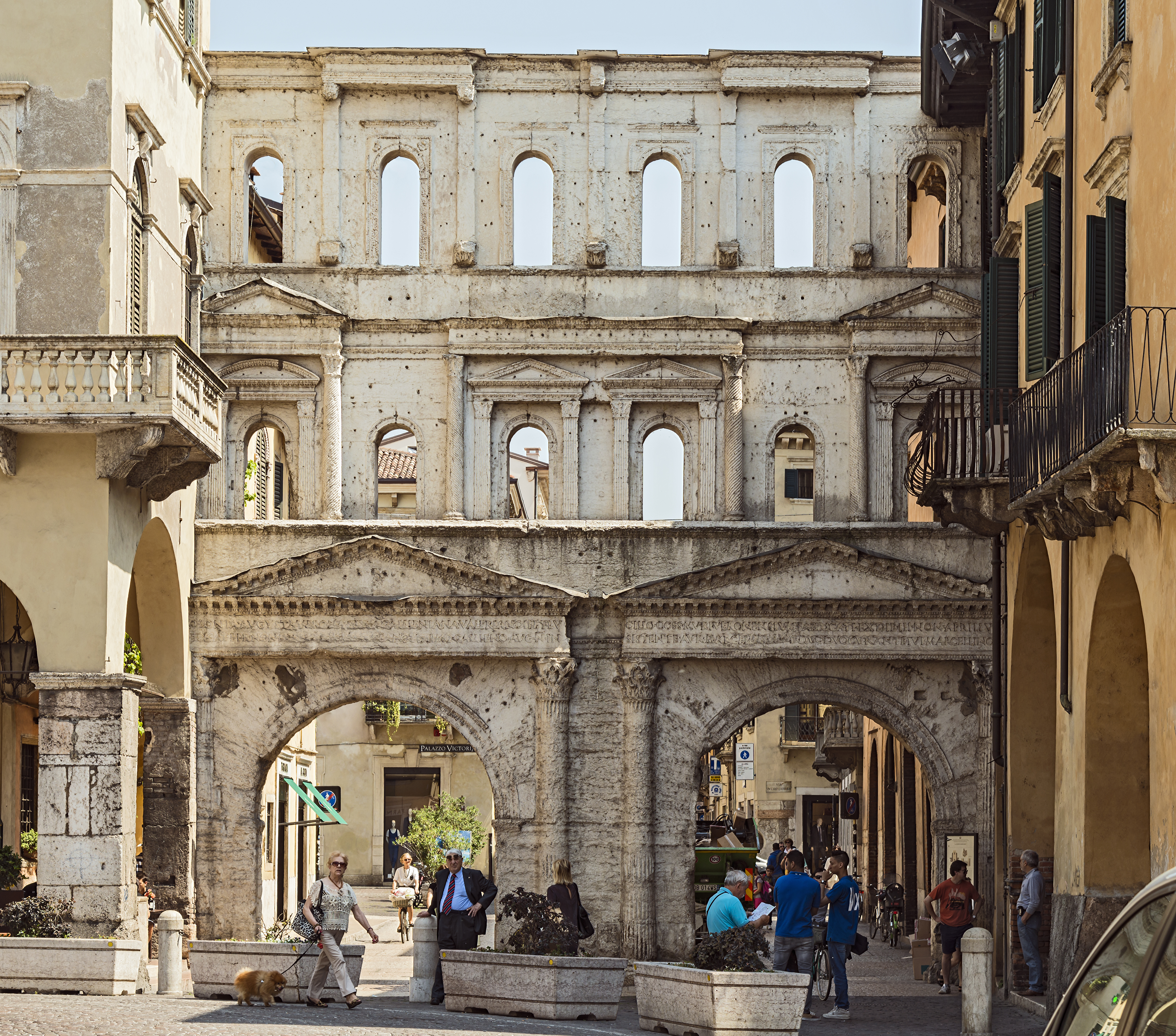
Porta Borsari, Verona.

Va ingressar a l'Orde Dominicà a l'edat de divuit anys, i esdevingué un més dels molts membres d'aquest orde que foren pioners del Renaixement. No obstant això, posteriorment va fer-se franciscà. Començà la seua carrera com a professor de llatí i grec a Verona on va tenir com a alumne Julius Caesar Scaliger.
El jove frare, informat arqueòleg i molt destre en el dibuix, va visitar Roma on va dibuixar els edificis de l'antiguitat, va escriure la història dels seus grans monuments i va completar i interpretar moltes inscripcions deteriorades. Va estimular el reviscolament de l'estudi clàssic a través de col·leccions d'antics manuscrits, una de les quals, acabada l'any 1492, va regalar a Lorenzo de Mèdici. Aviat va tornar a la seua ciutat nativa, on va construir ponts i va projectar fortificacions per a Treviso, fent d'arquitecte i d'enginyer i fins i tot de director a peu d'obra dels seus projectes.

## Obres
Va projectar el que es considera el més bell edifici de Verona i un dels més perfectes d'Europa, el Palazzo del Consiglio, famós per les decoracions de les seues loggie, per comanda de Maximilià I del Sacre Imperi Romanogermànic. Thomas de Quincey li atribueix també l'església de Santa Maria della Scala. Llavors, Venècia el va convocar en companyia d'altres famosos arquitectes per discutir sobre la protecció de la llacuna front als rius. El pla de Giocondo per alterar el curs del riu Brenta, desviant-lo cap a la mar, va ser acceptat pels venecians, i l'obra va ser un complet èxit.

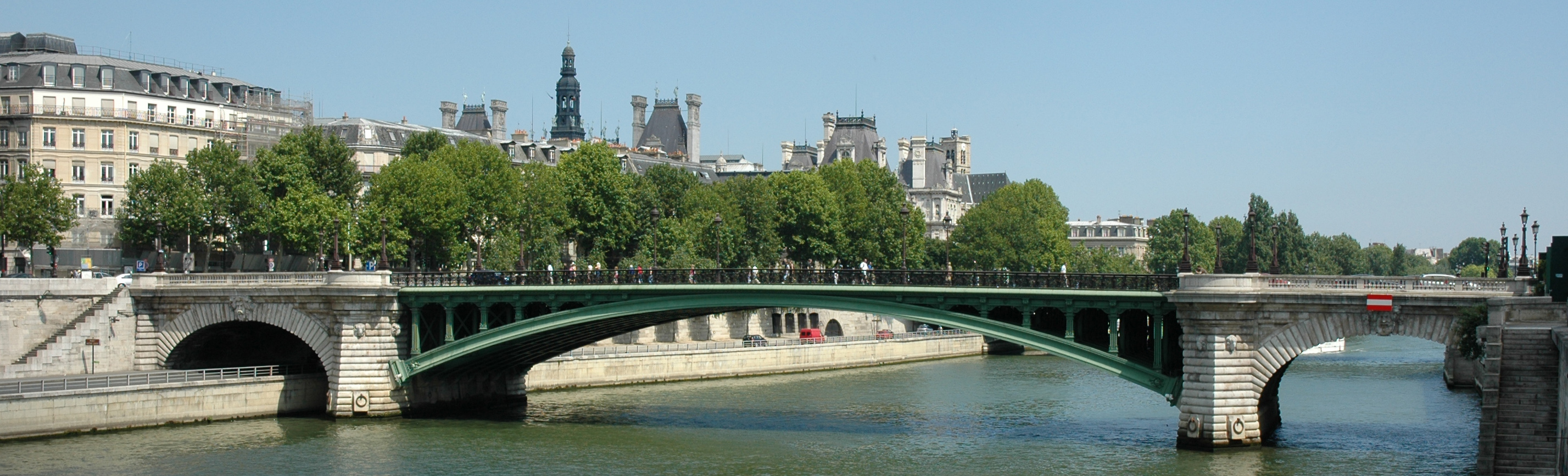
Pont de Notre-Dame a París.

Entre 1496 i 1499 Giocondo va ser invitat a França per Lluís XII, i hi va ser nomenat arquitecte reial. Va construir un pont de gran bellesa: el Pont de Notre-Dame (1500-1512) a París, i va fer el projecte del palau de la Chambre des Comptes, la Sala Daurada del Parlament i el Chateau of Gaillon (Normandia), un portal del qual va ser traslladat a París on va romandre durant anys al pati de l'École des Beaux-Arts per servir de model als estudiants d'arquitectura, per ser retornat al seu lloc original l'any 1977.

## Vitruvi

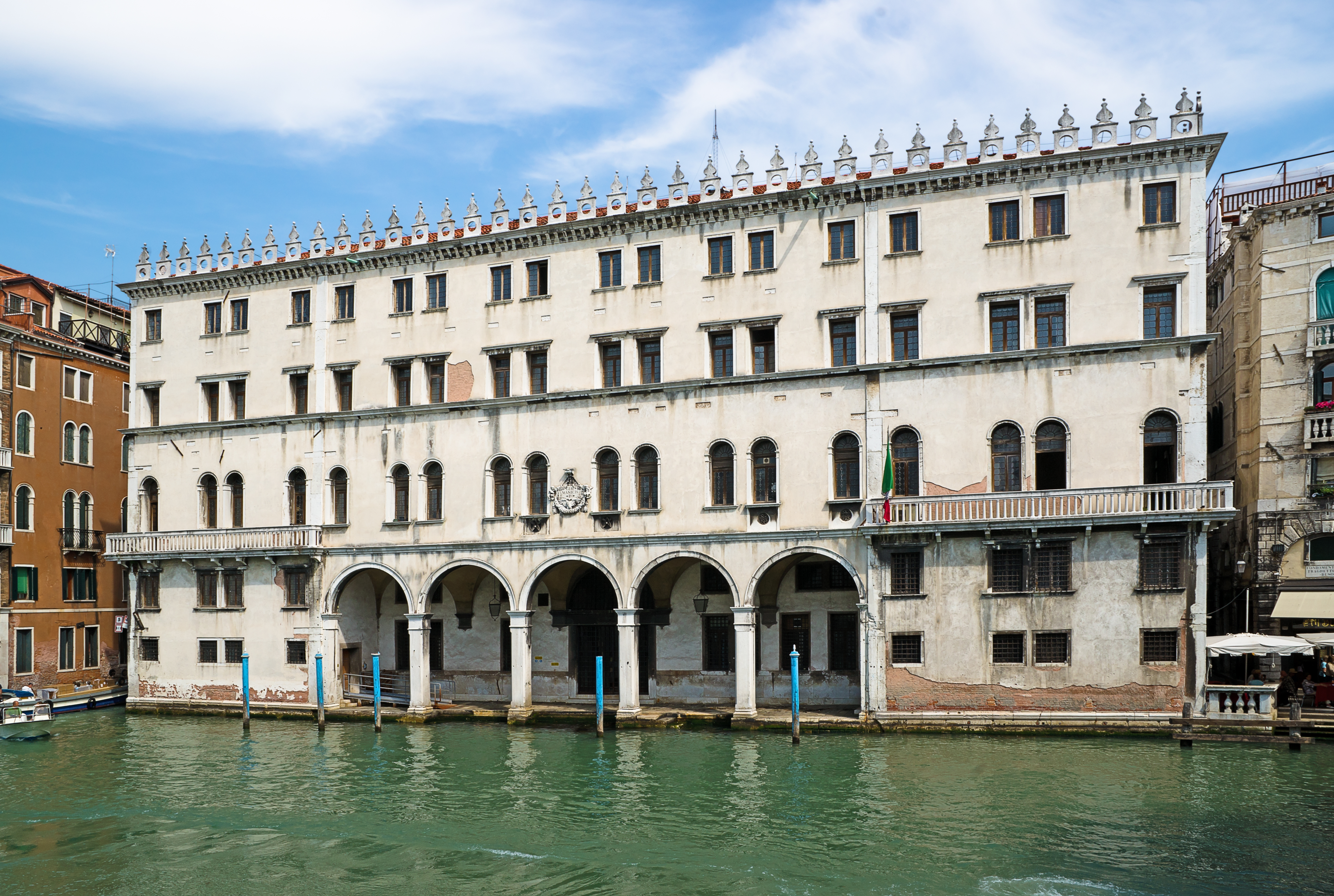
The Fondaco dei Tedeschi.

Entre 1506 i 1508 va tornar a Itàlia, va escriure quatre dissertacions sobre les aigües i canals de Venècia i va construir l'esplèndid Fondaco dei Tedeschi (1508), decorat per Ticià i Giorgione. L'any 1511, a Venècia, va fer una nova edició de De Architectura, de l'escritor romà clàssic Vitruvi, il·lustrat amb dibuixos i dedicat al papa Juli II. Aquest llibre va tenir una gran influència en el desenvolupament de l'arquitectura renaixentista. Quan es van cremar el Rialto i la seua rodalia l'any 1513, Giocondo va ser un dels arquitectes que va presentar projectes per a un nou pont i les infraestructures adjacents, però va abandonar Venècia per anar a Roma quan la república va escollir els projectes d'un rival. El Vaticà li va donar la benvinguda l'any 1514, i a la mort de Donato Bramante va supervisar (en companyia de Rafael i Giuliano da Sangallo) la construcció de la Basílica de Sant Pere del Vaticà; va ser Fra Giocondo qui millorà i enfortí els fonaments de l'edifici i els pilars que no havien estat correctament dissenyats per a suportar la cúpula.

## Plini el Jove
A França, Giocondo va descobrir un manuscrit de Plini el Jove que contenia la seua correspondència amb Trajà. El va publicar a París, amb dedicatòria a Lluís XII.
També va publicar a Itàlia dues edicions de les Epístoles de Plini, una d'elles impresa a Bolonya (1498) i l'altra a la impremta d'Aldus Manutius (1508). Va editar els Comentaris de Juli Cèsar i va fer el primer dibuix del pont de Cèsar sobre el Rin. Publicà les obres de Julius Obsequens, Aurelius Victor, així com De re rustica de Cató. A banda dels seus coneixements sobre matemàtica i sobre l'antiguitat clàssica, va ser professor de teologia escolàstica. També va ser autor d'una famosa i molt citada carta, Carta a la Il·lustríssima Contessina Allagia degli Aldobrandeschi, escrita al Nadal Anno Domini 1513. La seua darrera obra va ser, probablement, la reconstrucció del pont de Verona (1521) perquè en una carta tramesa a Julià de Mèdici l'any 1513, Giocondo al·ludia a si mateix com a "home vell".